# 安商洪
安商洪（1918年—1985年）是韓國的基督教牧師，也是「上帝的教會耶穌見證人會」的創始人。1948年，他接受基督復臨安息日會牧師的浸禮後，開始大聲疾呼恢復新約真理和最後一次宗教改革，並於1964年在釜山正式成立了上帝的教會耶穌見證人會。安商洪認為不應該遵守天主教和新教的星期日、聖誕節、感恩節和佩戴十字架，因為它們不是聖經的教義，並且主張遵守安息日與逾越節、五旬節和住棚節等七個節期。:7–8
1984年4月15日，在首爾江東區舉行了最後一次逾越節大會；1985年1月10日，在首爾建立了臨時總會，並召開了一次特別大會。1985年2月25日，他在釜山中區去世。在他去世後不久，上帝的教會耶穌見證人會便發生了分裂現象，分為兩個派別，一派是其配偶張吉子建立的「新約逾越節上帝的教會」 ；另一派則是張吉子建立的「上帝的教會安商洪見證人會」，後來改名為「上帝的教會世界福音宣教協會」。這兩個組織都宣稱安商洪為創始人，新約逾越節上帝的教會稱呼安商洪為老師；上帝的教會世界福音宣教協會稱呼安商洪為上帝。

## 早期生活
1918年1月13日，在朝鮮日治時期，安商洪由一對非基督教父母生於全羅北道明德里的一個鄉村。從1937年起，在第二次中日戰爭和第二次世界大戰期間，安商洪和他的母親在日本居住了9年。戰後，他於1946年返回韓國。一家人遷移到釜山後，安商洪在海雲台區長大，他後來在釜山成立了教會。:127:339:65:489

## 成立教會
安商洪並於1947年開始參加仁川的基督復臨安息日會的當地會眾。並於1948年受浸禮。據報告，安商洪於1953年獲得了啟示。安商洪開始逐漸批判基督復臨安息日會的教義。由於十字架作為宗教象徵的爭論，安商洪於1962年3月被逐出教會。:128:65:490:30有23人跟隨安商洪離開基督復臨安息日會，兩年後的1964年4月28日，安商洪在釜山成立了上帝的教會耶穌見證人會。1985年安商洪去世前，上帝的教會耶穌見證人會在韓國擴大到13個教會。

## 信仰
主要的教義在《上帝的教會耶穌見證人會的教義手冊》（1972年）中有所概述，並在安商洪所寫的二十幾本書中得到了詳細說明。他的原始出版物、筆記的掃描檔案和現存的講道都可以在網路上取得。安商洪表明，使徒時代的教會信仰實踐已經被扭曲，他的復原教義的做法包括：
1. 女性在禱告時應配戴好頭巾。
2. 浸禮是邁向救贖的第一步。
3. 安息日應在星期六而不是星期日進行。
4. 聖誕節不應該作為耶穌的生日來慶祝，因為它是太陽神的周年紀念日。
5. 十字架被認為是偶像崇拜的一種形式。
6. 應保留逾越節和無酵餅節。
7. 應保留利未記 23的節日：復活節、五旬節、吹角節、贖罪日和住棚節。

### 基督再臨與以利亞使命
就像大多數的基督徒一樣，安商洪相信耶穌再臨。他曾在1956年預言耶穌會在十年內再來。:127:339:489:90安商洪在《上帝的奧秘和生命水的泉》提到，通過研究摩西的作工，我們可以清楚地找到關於耶穌與我們之間的關係，以及基督未來所會做的一切工作的真實情況，甚至是有關耶穌第二次降臨的指定日期。安商洪還說，現在有許多假基督會說「我就是基督」，就像是耶穌預言在末世會有假基督出現一樣。然而除了耶穌，沒有其他的名字可以找到救贖，從耶穌初來時到末世也是如此。
《上帝的奧秘和生命水的泉》第36章「以利亞將被發送」是被安證會刪去的章節之一，主要是描述以利亞的使命。重點主要為最後一位先知以利亞是傳達最後真理的人，為耶穌第二次降臨做準備，並且與活著的144,000名聖徒一起轉變和揚升。

### 末日論
在二次大戰期間小磯國昭任職朝鮮總督的時候，曾經鎮壓了基督復臨安息日會的末日言論。除此之外，安商洪更進一步相信自己生活在最後的世代，第二次降臨即將來臨。正如20世紀初的韓國新教徒通過象徵性地認同以色列的歷史來認識朝鮮日治時期一樣，安商洪通過他的著作《上帝的奧秘和生命水的泉》第1章「耶路撒冷的復興與四十年的預言」，解釋
寫道：
意味著現代以色列獨立宣言40年以後，世界可能在1988年終結。安商洪的《上帝的奧秘和生命水的泉》的原始著作可以在互聯網 （页面存档备份，存于）上取得。上帝的教會世界福音宣教協會在2000年將這本書再版時，已刪除與失敗的預言有關的信息。不僅如此，在《新郎遲延的時候，都打盹睡著了》更加詮釋了1988年是世界的盡頭：
這就代表著安商洪在他的《新郎遲延的時候，都打盹睡著了》（1980）一書中說1988年是對的，但可能會很慢。根據聖經預表學議論中，提出了他的結論，世界在2012年肯定會終結：

### 母親上帝
儘管安商洪的《上帝的奧秘和生命水的泉》提到，在末後時代，亞當和夏娃的實體，也就是聖靈和新婦顯現，引導所有獸類。其中聖靈和新婦被解釋成再臨基督和母親上帝。但是安商洪在《來自天使世界的客人們》解釋亞當代表在創造之前就進入天使世界的耶穌，夏娃則代表耶穌所愛的天使。安商洪得出了結論，耶穌是末後的亞當，被贖回的聖徒可以稱為末後的夏娃。
安商洪的《與上帝同行》講道筆記有以下內容：「耶穌遵守安息日，所以我也守安息日；耶穌遵守逾越節，所以我也守逾越節；耶穌遵守住棚節，所以我也守住棚節；耶穌受洗了，所以我也跟隨他受洗了。以利沙跟隨以利亞；約書亞跟隨摩西；彼得跟隨耶稣；我跟隨母親。」這是上帝的教會世界福音宣教協會認為安商洪教導母親上帝的證據。新約逾越節上帝的教會說母親是指撒拉，代表着新約。

#### 嚴秀仁
在1978年，一群人聚焦在一位叫嚴秀仁（生於1941年）的女性成員身上。在上帝的教會耶穌見證人會中，透過一系列對聖經的解釋宣稱，嚴秀仁在某種程度上是「唯一的新婦」、「天上的耶路撒冷」、「地球上的新耶路撒冷」、「上帝送來的保惠師」。他們宣稱她是「我們從天堂降下來的母親」，而安商洪是基督。嚴秀仁和她周圍的團體因為聲稱她是精神母親而被逐出了教會。安商洪對此專門寫了一本書，書名為《關於新耶路撒冷和新婦女子們的帕子問題的解釋》（1980年，1983年再版），其中他寫道：
安商洪總結了對嚴秀仁的譴責：

#### 張吉子
安商洪的一本1955年出版的書《揭開七雷》描述道：「這話語不是我私自說的，也不是和誰學的。只是當我們的主耶稣基督將明亮之光照射于我、賜予我這光線之時，全世界看似一片黑暗之夜。當祂把祂的光照射在地的四方，卻無人能領受那光。最終照射于我跟另一個人，那個人還是一個孩兒。此人是我以後要來之人，到了日期，必會顯現。」上帝的教會世界福音宣教協會說1955年當時，因為張吉子年僅12歲，故描寫爲孩兒，將會在安商洪之後顯現。然而，安商洪在一本筆記本寫道：「美麗的天鹿掉落到了地面上。一位身穿白色衣服的人接受了這隻鹿給了我，然後牠變成了孩兒。孩兒來到了我面前，就走了。我跟著那位孩兒，在天國的雲朵上。有一人子發出光芒照亮大地時，那道光芒照向了四方。但是黑暗仍是無所不在，沒有一個人能反射那光芒。最後那光芒轉向了我的所在之地，照亮了那孩兒和我。」新約逾越節上帝的教會和上帝的教會耶穌見證人會解釋，天鹿代表一個真理的上帝的教會，就像一個孩子一樣，接受了七雷的真理，牠是聖經當中潔淨的野獸，而不是張吉子。因為張吉子於1969年在上帝的教會耶穌見證人會受浸禮，所以甚至可以說，安商洪當時根本不認識張吉子。
上帝的教會世界福音宣教協會表示，1984年4月15日的最後一次逾越節大會中，安商洪在婚禮堂見證了母親，而且還讓張吉子到講道壇上祈禱。新約逾越節上帝的教會認為，這乃是因為首爾教會高速發展，且教會聚集了300人，所以安商洪在婚禮堂過節。之前在1970年代後期，許多人也在釜山海上旅館慶祝逾越節，所以在教會外慶祝逾越節很正常。新約逾越節上帝的教會還說，雖然那時候禁止女人上台講道，但是任何人都可以為弟兄姐妹禱告，所以這並不能算是見證母親的證據。據說安證會於1984年5月18日在江東婚禮大廳幫安商洪與張吉子拍攝了婚禮照片，但是婚禮現場沒有客人或見證人在場，所以該照片一直存在爭議。安商洪的兒子宣稱，婚禮照片完全是由安證會編輯的，目的是讓其信徒相信母親上帝的存在。安證會不僅沒有公開安商洪與張吉子的婚禮照片，也沒有試圖證明該照片的真實性。一份新約逾越節上帝的教會提供的1985年1月10日的會議記錄指出，那時候任命張吉子為社會奉獻局長，金湊哲為宣教局長。1985年4月19日金湊哲致給釜山總會的親筆信提到，張吉子傳教士本人不願意把自己偶像化，因此我們也不能將她偶像化。

## 死亡
安商洪在1985年2月24日午餐時間心臟病发作後，也在前往醫院的過程中中風，並於第二天，即1985年2月25日在釜山市中區的天主教瑪麗諾醫院死亡。安商洪享壽67歲。留下他的妻子和三個孩子。:337:65:494
安商洪土葬在釜山以北30（19英里）的石溪公園公墓里。從1985年他的葬禮開始，墳墓旁邊一直豎立著一塊墓碑，墓志銘寫著：「先知以利亞安商洪的墳墓」。23年後的2008年9月4日，他的妻子黃源順去世後，她被安葬在安商洪的旁邊，一塊新的墓碑上標有夫妻倆的名字以及背面有他們的孩子的名字，代替了1985年的墓碑，重複同樣的墓誌銘。

## 遺產
安商洪的意外死亡在上帝的教會耶穌見證人會引起了一場權力鬥爭：教會中的某些人希望繼續按照安商洪提出的方針行事，另一些人則想再次引入「母親上帝」的概念，該概念體現在當時名叫張吉子（1943年出生）的41歲婦女中。1985年3月4日，在上帝的教會耶穌見證人會的一次特別大會上未能調和對立的派係後，教會分裂為兩個派係：
- 新約逾越節上帝的教會[o]
- 上帝的教會安商洪見證人會[p]

### 新約逾越節上帝的教會
一個上帝的教會耶穌見證人會的派系繼續留在原本的釜山總會，其中有安商洪的妻子和他的三個兒女。根據他們提供的1985年1月10日的會議記錄，該教會改名為新約逾越節上帝的教會。安商洪的長子安廣壽（1954年出生）作為長老繼續闡述其父親的工作。他們反對「上帝的教會安商洪見證人會」的母親上帝教義。他們聲稱自己有25本安商洪出版的真理書 （页面存档备份，存于）、37本有關他成長的書和10本手寫筆記 （页面存档备份，存于）。目前，總共有七座教會，包括首爾的松坡教會。教會遵守安息日和逾越節等七個節期。由於節期的計算問題，釜山廣安里的上帝的教會耶穌見證人會於2016年從新約逾越節上帝的教會獨立出來，同樣反對母親上帝。
一名局外觀察者參觀了新約逾越節上帝的教會，並發表了以下評論：

### 上帝的教會安商洪見證人會
上帝的教會耶穌見證人會的另一個派系，包括男子金湊哲和女子張吉子，想再次引入「母親上帝」的概念，並於1985年3月22日將總會從釜山遷移至首爾。在1985年6月2日於首爾舉行的一次會議上，討論了該如何稱呼張吉子的問題。之後他們建立了一個名為上帝的教會安商洪見證人會，由金湊哲和張吉子管理，並豎立了兩個主要的新教義：
- 新郎安商洪是再臨基督，稱為基督安商洪。並且根據三位一體的論述，將安商洪視為聖靈、天上父親、父親上帝。[97]
- 新婦張吉子是上帝的女性形象，應被視作母親上帝，也可以稱為「天上母親」，或簡稱「母親」，並與安商洪一起被視為上帝。[98]

從「耶穌見證人會」到「安商洪見證人會」的名稱變化，可以看出宗教儀式的變化：祈禱不再以耶穌基督的名義進行，而是以基督安商洪的名義進行。
1997年左右，上帝的教會安商洪見證人會成立了一個名為上帝的教會世界福音宣教協會的非營利組織，目的是註冊和管理該組織的資產。

## 評價

### 完成預言
新約逾越節上帝的教會表示安商洪完成了蓋印天使的使命和東方大鷹的預言、關於以利亞使命的問題、第三位天使的音訊、有一位有大權柄的天使的預言、關於女人的後裔、大衛王的預言，以及耶穌基督要再臨的理由等預言。
上帝的教會世界福音宣教協會和新約逾越節上帝的教會一致認為安商洪是上帝。

### 1988年世界末日預言失敗
上帝的教會安商洪見證人會宣布「 1988年是世界的盡頭」，引用了
，就像安商洪在其1980年的著作《上帝的奧秘和生命水的泉》中所寫的一樣。1988年5月14日，上帝的教會安商洪見證人會的數千名信徒聚集在忠清南道燕岐郡小井面的一座山上，等待著安商洪基督的到來，為144,000名聖徒的被提與救贖做準備。確認安商洪沒有出現而且啥事也沒發生後，教會更新世界末日的預報，並將其安排在1988年9月17日漢城奧運會的開幕日。那時，信徒們聚集並宣揚世界末日將在1988年底到來，安商洪會再來。安證會後來聲稱這是對約拿講道的一種履行。:342:77:494

### 浸禮日期的爭議
教會主張安商洪是再臨耶穌與張吉子是新婦的主要論點，在於安商洪實現了大衛王的預言：安商洪傳道了37年，從1948年12月16日受浸禮到1985年2月25日去世，實際上這個時期只有36年零2個月零9天。據說安商洪曾經寫下自己在1948年受浸禮，然而，李明德牧師在1948年12月16日於仁川施行的浸禮日期的來源並不明確，也沒有書面記錄。:125:338:4942011年，基督復臨安息日會的一本教會登記冊被發現，說明安商洪在1954年10月9日年36歲時受到金瑞京牧師的浸禮。世界韓國基督教異端對策協會的調查顯示，不僅可以證實金瑞京牧師，而且在1948年，李明德牧師沒有在教會裡，使安商洪的牧師在職時間從36年縮短為30年零4個月。

## 外部連結
- 上帝的教會世界福音宣教協會Archive.today的存檔，存档日期2005-03-05
- 新約逾越節上帝的教會 （页面存档备份，存于）
- 上帝的教會耶穌見證人會 （页面存档备份，存于）

### 腳註
1. ↑  教會根據啟示錄 14:2，主張琴聲和眾水的聲音各指五音（宮商角徵羽）之「商」和洪水之「洪」，《聖經》如此明示聖靈之名。[2]
2. ↑  [하나님의교회 예수증인회] 错误：[未定义] 错误：{{Langx}}：缺少语言标签（帮助）：參數 |links= 和 |link= 衝突（帮助）。증인有見證人、證人的意思，故也可以稱作上帝的教會耶穌證人會。
3. ↑  [새언약유월절 하나님의교회] 错误：[未定义] 错误：{{Langx}}：缺少语言标签（帮助）：參數 |links= 和 |link= 衝突（帮助）
4. ↑  [하나님의교회 세계복음선교협회] 错误：[未定义] 错误：{{Langx}}：缺少语言标签（帮助）：參數 |links= 和 |link= 衝突（帮助）。該名稱為正式官方用語，[6]복음意旨福音，[7]所以叫做上帝的教會世界福音宣教協會。[8]
5. ↑  在他所寫的《上帝的奧秘和生命水的泉》一書中，在《第17章 麥基洗德的等次》一章中，他寫道，再臨的基督必須出生在一個不信神的家庭中。[11]
6. ↑  以前有報導說安商洪由李明德牧師在仁川施行的浸禮日期是1948年12月16日，但是這個日期和名字的來源不明確，也沒有書面記錄。[12]:125[13]:338[14][15]:494[17]在一場辯論中指出，公開的參考文獻寫道，在1948年的浸禮後，安商洪的講道大約有37年（1948–1985），[12][13][14]:75[15][18]因此實現了大衛王的預言，即耶穌的第二次降臨，應當將他視為基督安商洪，以及他是升天而不是被上帝的教會世界福音宣教協會殺死的論述。[19]世界韓國基督教異端對策協會針對基督復臨安息日會的登記冊的說法，安商洪在1954年10月9日年36歲時接受金瑞京牧師浸禮的調查顯示，不僅可以證實金瑞京牧師，而且在1948年，李明德牧師沒有在教會裡。[20]
7. ↑  [하나님의교회 예수증인회] 错误：[未定义] 错误：{{Langx}}：缺少语言标签（帮助）：參數 |links= 和 |link= 衝突（帮助）。「上帝的教會」這個名稱在聖經當中被提及到許多次，例如：保羅 (使徒)的哥林多前書、哥林多後書和他的加拉太書。[25]該名稱也被眾多（主要是無關的）基督教派系機構所使用。[26]安商洪在《上帝的教會耶穌見證人會的教義手冊》（1972年）中將哥林多前書和提摩太前書引用為[27]「上帝的教會」的來源，而在使徒行傳中的幾個聖經章節是「耶穌的見證人」的來源。[3]:7–8
8. ↑  韓語：
9. ↑  韓語：
10. ↑  [엄수인] 错误：[未定义] 错误：{{Langx}}：缺少语言标签（帮助）：參數 |links= 和 |link= 衝突（帮助）; eom-su-in[56]
11. ↑  [메리놀병원] 错误：[未定义] 错误：{{Langx}}：缺少语言标签（帮助）：參數 |links= 和 |link= 衝突（帮助）。也可以稱為聖母醫院。[73]
12. ↑  [석계공원묘지] 错误：[未定义] 错误：{{Langx}}：缺少语言标签（帮助）：參數 |links= 和 |link= 衝突（帮助）; seok-kkye-gong-won-myo-ji[76]
13. ↑  [선지 엘리야 안상홍 지 묘] 错误：[未定义] 错误：{{Langx}}：缺少语言标签（帮助）：參數 |links= 和 |link= 衝突（帮助）
14. ↑  [장길자] 错误：[未定义] 错误：{{Langx}}：缺少语言标签（帮助）：參數 |links= 和 |link= 衝突（帮助）; jang-gil-ja[82]
15. ↑  [새언약 유월절 하나님의교회] 错误：[未定义] 错误：{{Langx}}：缺少语言标签（帮助）：參數 |links= 和 |link= 衝突（帮助）
16. ↑  [하나님의교회 안상홍 증인회] 错误：[未定义] 错误：{{Langx}}：缺少语言标签（帮助）：參數 |links= 和 |link= 衝突（帮助）。該名稱反映在2000年2月註冊的WATV.ORG域名中，[86]為Witnesses of Ahnsahnghong Television的首字母縮略字。[87][하나님의교회 안상홍 증인회] 错误：[未定义] 错误：{{Langx}}：缺少语言标签（帮助）：參數 |links= 和 |link= 衝突（帮助）在翻譯後可以簡稱為「安證會」。
17. ↑  [안광섭] 错误：[未定义] 错误：{{Langx}}：缺少语言标签（帮助）：參數 |links= 和 |link= 衝突（帮助）; an-gwang-seop[88]
18. ↑  [김주철] 错误：[未定义] 错误：{{Langx}}：缺少语言标签（帮助）：參數 |links= 和 |link= 衝突（帮助）; gim-ju-cheol[94]
19. ↑  [세계한인기독교이단대책연합회] 错误：[未定义] 错误：{{Langx}}：缺少语言标签（帮助）：參數 |links= 和 |link= 衝突（帮助）; International Korean Christian Coalition against Heresy

### 影片
新約逾越節上帝的教會解釋母親上帝（中文）

### 文獻
1. Ushuaia.pl. .   [2013-08-28]. （原始内容存档于2014-08-20）.
2. ↑  永泉.  (PDF). 今日華人教會. 2014, (201410): 13  [2020-02-04]. （原始内容存档 (PDF)于2020-01-27）.
3. 1 2 3  Ahn, Sahng-hong. . Korea: Church of God Jesus Witnesses. 1972  [2013-08-18]. （原始内容存档于2013-10-01）.
4. 1 2 3 4 5 6 7 8 9 10  Information Network on Christian Heresy. .   [2013-08-28]. （原始内容存档于2014-02-02） （韩语）.
5. 1 2 3  . ncpcog.co.kr.   [2020-04-27]. （原始内容存档于2021-01-19） （韩语）.
6. ↑  . 5 March 2005  [2013-08-18]. （原始内容存档于2005-03-05）.
7. ↑  .   [2013-08-18]. （原始内容存档于2015-10-31）.
8. 1 2 3 4 5 6 7 8 9 10  Church of God World Gospel Association v. Ji Won Tak,  (Northern Seoul Regional Court Civil Section Number 11 8 July 2005).
9. ↑  New Covenant Passover Church of God. .   [2013-08-28]. （原始内容存档于2014-02-23）.
10. ↑  World Mission Society Church of God. .   [2013-08-28]. （原始内容存档于2017-09-15）.
11. ↑  .   [2023-12-12]. （原始内容存档于2023-12-22）.
12. 1 2 3 4 5 6 7  . 現代宗敎社. 1985  [2020-01-26]. （原始内容存档于2016-04-29） （韩语）.
13. 1 2 3 4 5 6 7 8  탁명환.  [South Korea's emerging Christian side] 4. 국제 종교 문제 연구소. 1992  [2020-01-26]. （原始内容存档于2014-06-17） （韩语）.
14. 1 2 3 4 5 6 7 8 9 10  이대복; 월간교회와이단.  [Heresy studies: Sabbath school retention, ansanghong (Church of God) cult]. 기독교이단문제연구소. 1999  [2020-01-26]. （原始内容存档于2014-06-17） （韩语）.
15. 1 2 3 4 5 6 7 8 9  이대복.  [Comprehensive heresy studies]. 기독교이단문제연구소. 2000  [2020-01-26]. （原始内容存档于2014-01-03） （韩语）.
16. 1 2 3 4 5 6 7 8 9   [Researches on the New Religions of Korea 2002, Collection I (subtitled, Self-Claimed Reborn Jesus Christ of Korea)]. Hyudae Jongyo. 27 April 2002: 145–168  [2013-08-18]. （原始内容存档于2017-09-15） （韩语）.
17. 1 2 3  . 朝鮮日報社. March 2009: 357  [2020-01-26]. （原始内容存档于2014-01-07） （韩语）.
18. ↑  정행업.  [Heresy Debate in Korean Church History]. 한국장로교출판사. 10 March 1999: 70–  [2020-01-26]. ISBN 978-89-398-0127-1. （原始内容存档于2014-01-07） （韩语）.
19. 1 2  World Mission Society Church of God. .   [2013-08-18]. （原始内容存档于2017-09-02）.
20. 1 2 3 4  International Korean Christian Coalition against Heresy. . 24 February 2012  [2013-08-18]. （原始内容存档于2014-10-26） （韩语）.
21. 1 2 3  이 (Lee), 명덕 (Seung-yeon).  [The Church of God is Zahng Gil-Ja's Congregation! Ahn Sahng-hong's son Ahn Kwang-sup speaks out about the Church of God]. 현대종교 (Modern Religion) (Hyudae Jongyo). 2012, (2): 28–33  [2013-08-18]. （原始内容存档于2019-04-09）.
22. 1 2   [On-site Spring Visit to the Grave of Mr. Ahn Sahng-hong and his lawfull wife Hwang Won-sun]. International Missionary Society of Seventh-Day Adventist Church Reform Movement. 19 August 2010  [2013-08-18]. （原始内容存档于2013-09-24） （韩语）.
23. ↑  안광섭. .   [2013-08-18]. （原始内容存档于2013-12-14） （韩语）.
24. ↑  Ahn, Sahng-hong. . Korea: Church of God Jesus Witnesses.   [2013-08-18]. （原始内容存档于2013-10-01）.
25. ↑  .   [2013-08-18]. （原始内容存档于2014-01-02）.
26. ↑  J. Gordon Melton. . Infobase Publishing. 1 January 2005: 150–  [2020-01-26]. ISBN 978-0-8160-6983-5. （原始内容存档于2014-05-02）.
27. ↑  1 Timothy 3
28. ↑  金洪喆. . Chimmundang. 1989: 47  [2020-01-26]. （原始内容存档于2014-05-02） （韩语）.
29. ↑  . 現代宗敎社. 1985: 128  [2020-01-26]. （原始内容存档于2016-04-29） （韩语）.
30. ↑  . 圓光大學校宗敎問題硏究所. 1997: 547  [2020-01-26]. （原始内容存档于2014-05-02） （韩语）.
31. ↑  .   [2013-08-18]. （原始内容存档于2013-10-01）.
32. ↑  Millard J. Erickson; L. Arnold Hustad. . Baker Academic. 1 April 2001: 384–  [2013-08-18]. ISBN 978-0-8010-2250-0.
33. ↑  Ahn, Sahng-hong. . Korea: Church of God Jesus Witnesses. 1972: 17–18  [2013-08-18]. （原始内容存档于2013-10-01）.
34. ↑  편집부.  [Identity of Shinchonji and the Church of God (Modern Religion – Heretic pseudo-cults 2007)]. 현대종교사. 5 November 2007  [2020-01-26]. ISBN 978-89-85200-01-1. （原始内容存档于2014-01-07）.
35. 1 2 3  Amennews.  [Criticism of the Major Doctrines of World Mission Society Church of God]. 5 June 2013  [2013-08-18]. （原始内容存档于2013-10-02） （韩语）.
36. ↑  . Examining the World Mission Society Church of God. 2012-05-26  [2020-04-03]. （原始内容存档于2021-04-21） （美国英语）.
37. ↑  Ahn, Sahng-hong. . www.ncpcog.co.kr.   [2020-09-01]. （原始内容存档于2020-08-06）.
38. ↑  Genny. . Encountering the Cult of Ahnsahnghong. 2011-05-16  [2020-03-21]. （原始内容存档于2020-03-21）.
39. 1 2 3 4 5  Ahn, Sahng-hong. . Korea: Church of God Jesus Witnesses. 1980  [2013-08-18]. （原始内容存档于2021-04-20） （韩语）.
40. 1 2  . www.ncpcog.co.kr.   [2020-05-14]. （原始内容存档于2021-01-20） （韩语）.
41. ↑  . Examining the World Mission Society Church of God. 2020-04-17  [2020-05-01]. （原始内容存档于2021-01-05） （美国英语）.
42. ↑  Wi Jo Kang. . SUNY Press. 1997: 69–  [2020-01-26]. ISBN 978-1-4384-0832-3. （原始内容存档于2013-10-31）.
43. ↑  Chung-shin Park; Chŏng-sin Pak. . . University of Washington Press. 15 December 2011: 50–94  [2020-01-26]. ISBN 978-0-295-80208-4. （原始内容存档于2013-11-03）.
44. ↑  . Examining the World Mission Society Church of God. 2012-05-30  [2020-04-03]. （原始内容存档于2020-09-28） （美国英语）.
45. ↑  . Examining the World Mission Society Church of God. 2020-04-09  [2020-05-01]. （原始内容存档于2021-10-10） （美国英语）.
46. 1 2 3  安, 商洪. . Korea: Church of God Jesus Witnesses. 1980  [2013-08-18]. （原始内容存档于2020-04-11） （韩语）.
47. 1 2 3 4  . 全副軍裝 - 要穿戴基督安商洪所賜的全副軍裝. 2015-03-10  [2020-03-19]. （原始内容存档于2020-07-03） （中文（臺灣））.
  - . Google Docs.   [2020-07-02].
48. ↑  . ncpcog.co.kr.   [2022-06-20]. （原始内容存档于2021-01-24）.
49. ↑  . Examining the World Mission Society Church of God. 2020-02-19  [2020-03-30]. （原始内容存档于2021-01-20） （美国英语）.
50. ↑  安商洪. . www.ncpcog.co.kr.   [2020-04-11] （英语）.
51. 1 2 3  . www.ncpcog.co.kr.   [2020-09-01]. （原始内容存档于2021-01-20） （韩语）.
52. ↑  . 네이버 블로그 | 새언약유월절 하나님의교회.   [2020-08-11] （韩语）.
53. 1 2  . www.ncpcog.co.kr.   [2020-05-18]. （原始内容存档于2021-01-19） （韩语）.
54. ↑  . ncpcog.co.kr.   [2022-06-20]. （原始内容存档于2021-01-24）.
55. ↑  . ncpcog.co.kr.   [2022-06-20]. （原始内容存档于2021-01-19）.
56. ↑  .   [2013-08-18]. （原始内容存档于2013-08-22）.
57. ↑  이, 영호. . South Korean Christian Heresy Counselling Centres. 28 May 2013  [2013-08-18]. （原始内容存档于2014-02-22） （韩语）.
58. 1 2 3 4  .   [2013-08-18]. （原始内容存档于2022-04-29）.
59. 1 2 3 4  .   [2013-08-18]. （原始内容存档于2020-04-11）.
60. ↑  . www.ncpcog.co.kr.   [2020-04-30]. （原始内容存档于2021-01-20） （韩语）.
61. 1 2  . www.ncpcog.co.kr.   [2020-05-19]. （原始内容存档于2021-04-20） （韩语）.
62. ↑  . 네이버 블로그 | CHURCH OF GOD JESUS WITNESSES.   [2020-08-11] （韩语）.
63. ↑  . blog.naver.com.   [2020-08-11].
64. ↑  . ncpcog.co.kr.   [2022-06-20]. （原始内容存档于2021-01-24）.
65. ↑  . ncpcog.co.kr.   [2022-06-20]. （原始内容存档于2021-01-24）.
66. ↑  . ncpcog.co.kr.   [2020-05-29]. （原始内容存档于2021-01-19）.
67. 1 2  www.ncpcog.co.kr. . ncpcog.co.kr.   [2020-03-19]. （原始内容存档于2020-03-19） （韩语）.
68. ↑  . Examining the World Mission Society Church of God. 2011-03-14  [2020-03-20]. （原始内容存档于2021-02-14） （美国英语）.
69. ↑  . blog.naver.com.   [2020-04-27].
70. ↑  . blog.naver.com.   [2020-04-27].
71. ↑  . blog.naver.com.   [2020-04-27]. （原始内容存档于2021-08-26）.
72. 1 2 3  . ncpcog.co.kr.   [2020-03-19]. （原始内容存档于2021-08-28） （韩语）.
73. ↑  .   [2013-08-18]. （原始内容存档于2013-08-22）.
74. ↑   [(Maryknoll Medical Center)].   [2013-08-18]. （原始内容存档于2012-04-23）.
75. ↑  . Doctorsnews.co.kr. 4 March 2009  [2013-08-18]. （原始内容存档于2012-03-23）.
76. ↑  .   [2013-08-18]. （原始内容存档于2013-08-22）.
77. ↑  International Korean Christian Coalition against Heresy.  [Witnesses of An Sang-hong Church of God – An Sang-hong's identity].   [2013-08-18]. （原始内容存档于2014-02-19） （韩语）.
78. ↑  정, 윤석. . Amennews. 14 March 2006  [2013-08-18]. （原始内容存档于2014-02-21） （韩语）.
79. ↑  Examining the World Mission Society Church of God. . 3 August 2011  [2013-08-28]. （原始内容存档于2013-10-01）.
80. 1 2  International Korean Christian Coalition against Heresy.  [Who is the wife of An Sanghong really?]. 18 May 2012  [2013-08-18]. （原始内容存档于2013-09-17） （韩语）.
81. ↑  . 23 June 2013  [2013-08-18]. （原始内容存档于2014-02-22）.
82. ↑  .   [2013-08-18]. （原始内容存档于2013-08-22）.
83. ↑  . ncpcog.co.kr.   [2020-04-26]. （原始内容存档于2021-01-19） （韩语）.
84. ↑  . ncpcog.co.kr.   [2020-04-27]. （原始内容存档于2021-01-19） （韩语）.
85. ↑  . ncpcog.co.kr.   [2020-04-27]. （原始内容存档于2021-01-19） （韩语）.
86. ↑  .   [2013-08-18]. （原始内容存档于2014-02-22）.
87. ↑  .   [2013-08-18]. （原始内容存档于2017-07-02）.
88. ↑  .   [2013-08-18]. （原始内容存档于2013-08-22）.
89. ↑   [What is the Water of Life?]. 10 May 2012  [2013-08-18]. （原始内容存档于2014-01-02）.
90. ↑  . ncpcog.co.kr.   [2020-03-29]. （原始内容存档于2020-10-30） （韩语）.
91. ↑  . ncpcog.co.kr.   [2022-06-20]. （原始内容存档于2021-01-24）.
92. ↑  . ncpcog.co.kr.   [2021-09-06]. （原始内容存档于2021-01-19）.
93. ↑  . blog.naver.com.   [2020-03-29].
94. ↑  .   [2013-08-18]. （原始内容存档于2013-08-22）.
95. ↑  New Jersey, Superior Court.  (PDF). Cult Education. 19 April 2013  [14 November 2020]. （原始内容 (PDF)存档于2021-08-12）.
96. ↑  International Korean Christian Coalition against Heresy.  [Who is the wife of ansanghong really?]. 18 May 2012  [2013-08-18]. （原始内容存档于2013-09-17） （韩语）.
97. ↑  .   [2013-08-18]. （原始内容存档于2017-09-15）.
98. ↑  .   [2013-08-18]. （原始内容存档于2012-08-17）.
99. ↑  . The Christian World Monitor. 29 September 2003  [2013-08-18]. （原始内容存档于2014-02-01） （韩语）.
100. ↑  .   [2020-04-01]. （原始内容存档于2021-01-19） （中文（中国大陆））.
101. ↑  . www.ncpcog.co.kr.   [2022-06-20]. （原始内容存档于2021-01-19）.
102. ↑  Church of God, the association of An Sang Hong Witness. . 1988  [2013-08-18]. （原始内容存档于2021-06-08） （韩语及英语）.
103. ↑  Church of God, the association of An Sang Hong Witness. . 1988  [2013-08-18]. （原始内容存档于2021-06-08） （韩语及英语）.
104. ↑  . blog.naver.com.   [2020-05-21].
105. ↑  . 錦湖文化財團. 1992  [2020-01-26]. （原始内容存档于2014-06-26）.
106. ↑  World Mission Society Church of God. .   [2013-08-18]. （原始内容存档于2016-03-04）.
107. ↑  . Timeanddate.com.   [2013-08-18]. （原始内容存档于2020-01-26）.
108. ↑  truth. . Prove Ahnsahnghong. 2016-05-18  [2020-05-19]. （原始内容存档于2020-11-03） （美国英语）.
109. ↑  . Examining the World Mission Society Church of God. 2020-02-11  [2020-04-03]. （原始内容存档于2020-10-26） （美国英语）.